# 大欧诺佛喷泉

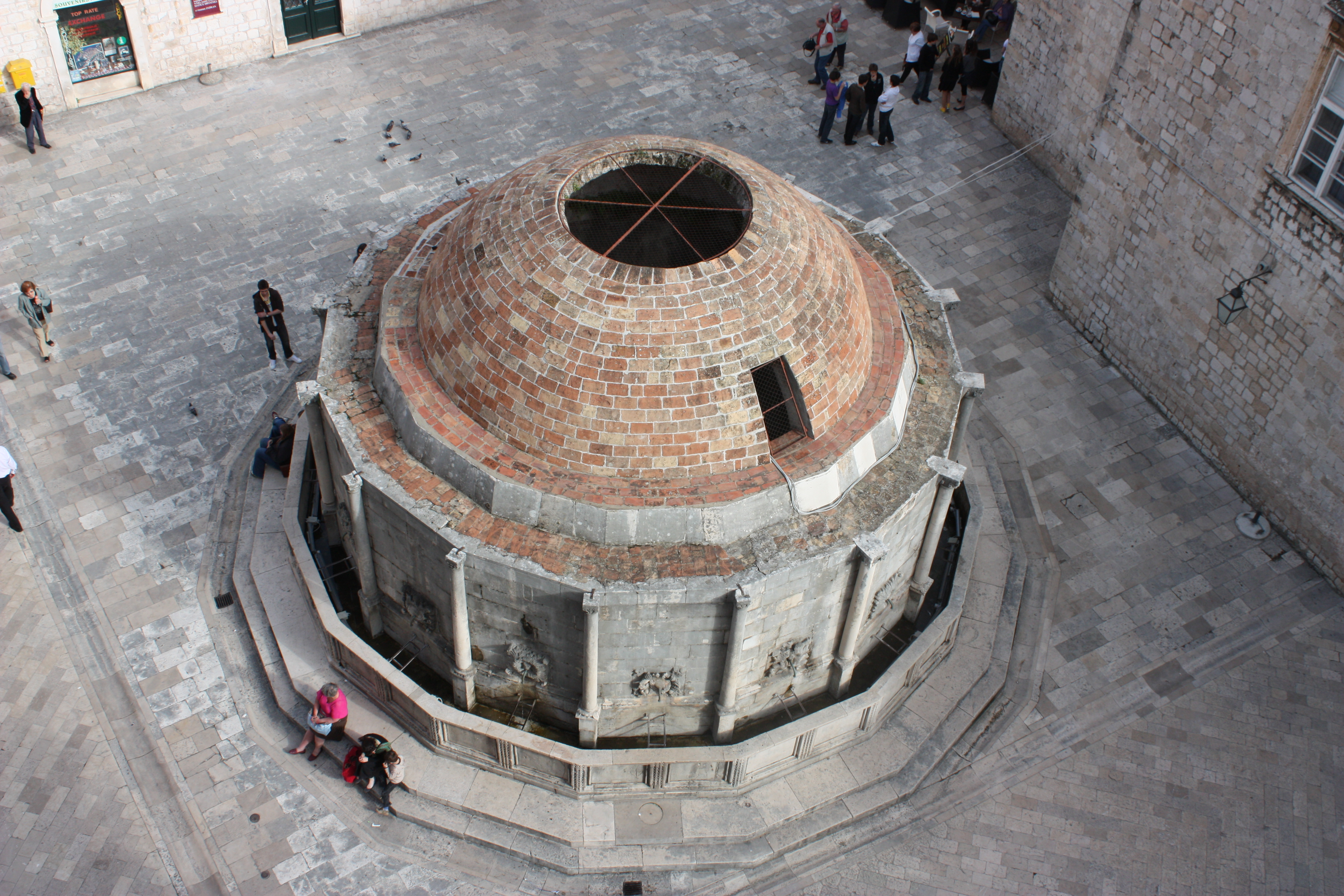
大欧诺佛喷泉

大欧诺佛喷泉（Velika Onofrijeva česma）是杜布罗夫尼克中心的一个喷泉，位于城门（Vrata od Pila）旁边的贫穷修女院（Samostan sv. Klare u Dubrovniku）前面。
喷泉由那不勒斯建筑商欧诺佛德拉卡瓦（Onofrio della Cava）建于1438年，作为杜布罗夫尼克供水系统的一部分。喷泉是多边形的，水从 16 个石头假面中流出。喷泉起初拥有华丽的装饰，在 1667年大地震后得到了现在的形状。在市中心，杜布罗夫尼克的居民可以在两个地方取水：大欧诺佛喷泉和小欧诺佛喷泉。除了这两个喷泉，城里还有几个较小的喷泉。
类似的程序，从 12 公里外的水源引来淡水，直到那时，欧洲才知道。它一直使用到19世纪末。
杜布罗夫尼克剧作家马林·德尔日奇（Marin Držić）创作的文艺复兴喜剧《斯塔纳克的短篇小说》（Novela od Stanca）一部分发生在喷泉附近